# HD 114371
HD 114371，又名CP-69 1772，SAO 252185、HR 4966，是一颗恒星，视星等为5.91，位于銀經304.69，銀緯-7.14，其B1900.0坐标为赤經13h 4m 57.3s，赤緯-69° -7.14′ 35″。